# Hongaresos d'Eslovàquia

Territori poblat per l'ètnia hongaresa

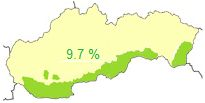
Els Hongaresos a Eslovàquia

Els hongaresos d'Eslovàquia o Szlovákiai magyarok són la més gran minoria ètnica d'Eslovàquia, un total de 520.528 habitants (9,7% de la població segons el cens de 2001). Estan principalment concentrats a la part meridional del país, al voltant de la frontera amb Hongria, i són la majoria a dos districtes d'Eslovàquia Komárno (Komáromi járás) i Dunajská Streda (Dunaszerdahelyi járás).

## Història

### Orígens de la minoria hongaresa a Txecoslovàquia
Després de la derrota de l'exèrcit hongarès en la Primera Guerra Mundial, el 1919 la conferència de Pau de París va beneir el trencament de l'Imperi Austrohongarès, i al Tractat de Trianon de 1920 es va establir la frontera meridional de Txecoslovàquia per raons econòmiques i estratègiques més cap al sud de la frontera lingüística eslovaco-hongaresa. Així doncs hi va haver poblacions hongareses annexionades a l'estat acabat de crear.

### Demografia abans i després del final de la I Guerra Mundial
Segons el cens de 1910 del Regne d'Hongria, hi havia 884.309 persones d'ètnia hongaresa, constituint el 30,2% de la població, en el que avui és Eslovàquia comparat amb el 9,7% segons el cens de 2001. El cens txec de 1930 registra 571.952 hongaresos. Tanmateix tots els censos d'aquest període són controvertits. Per exemple segons el cens txec a Kosice hi havia un 15-20% de població hongaresa. Tanmateix durant les eleccions parlamentàries dels partits ètnics hongaresos van obtenir un 35-45% dels vots (excloent als hongaresos que van votar pels comunistes o els socialdemòcrates). L'afer es complica pel fet que hi ha un percentatge elevat de bilingües i persones "eslovaco-hongareses" que podrien considerar tant eslovaques com hongareses.

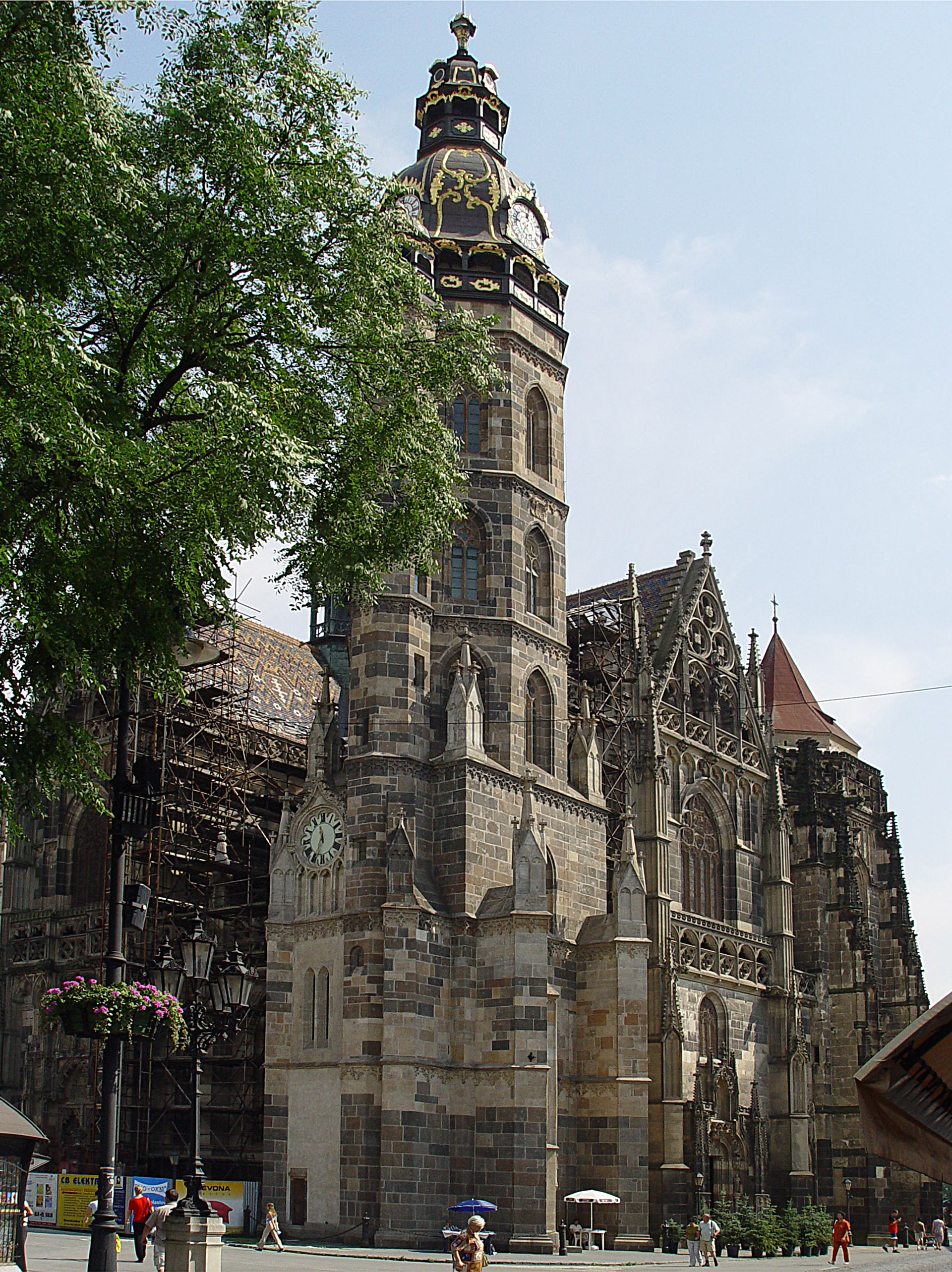
Catedral de Santa Elisabet a Košice

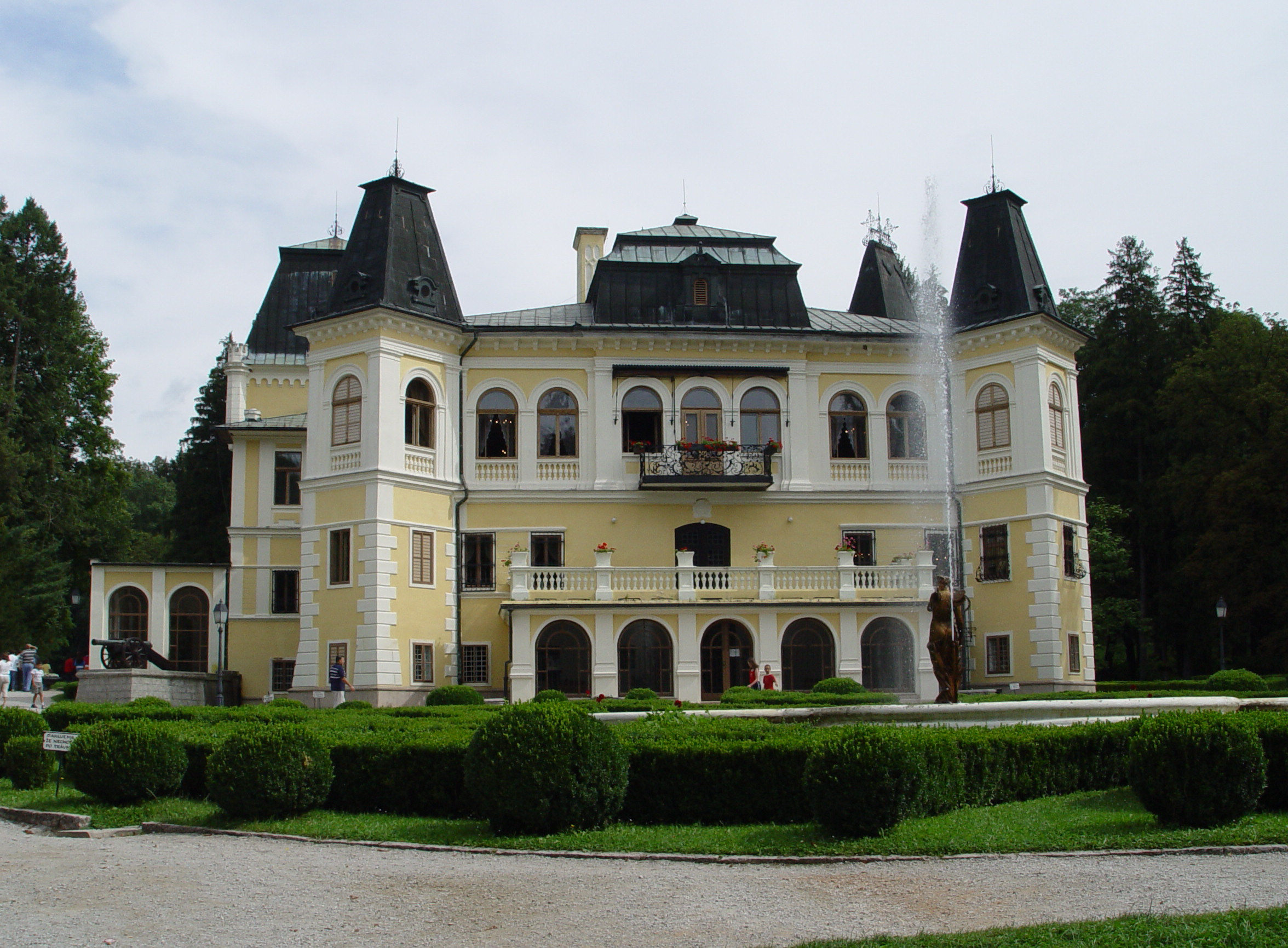
Castell de Betliar - Andrássy

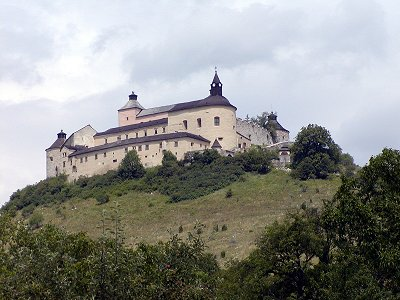
Castell de Krásna Hôrka

### Després de la II Guerra Mundial
El 1945, al final de la II Guerra Mundial, Txecoslovàquia es va tornar a crear i alguns polítics van intentar eliminar completament les minories alemanyes i hongareses. Ambdues minories van ser consideres per alguns polítics criminals de guerra, ja que els seus representants havien recolzat el canvi de les fronteres de Txecoslovàquia abans de la Segona Guerra Mundial en l'Acord de Múnic. El 1945, el president Edvard Beneš va revocar la ciutadania als alemanys sudets i hongaresos pel decret # 33, excepte els que havien tingut un actiu passat anti-feixista.

#### Intercanvis de població

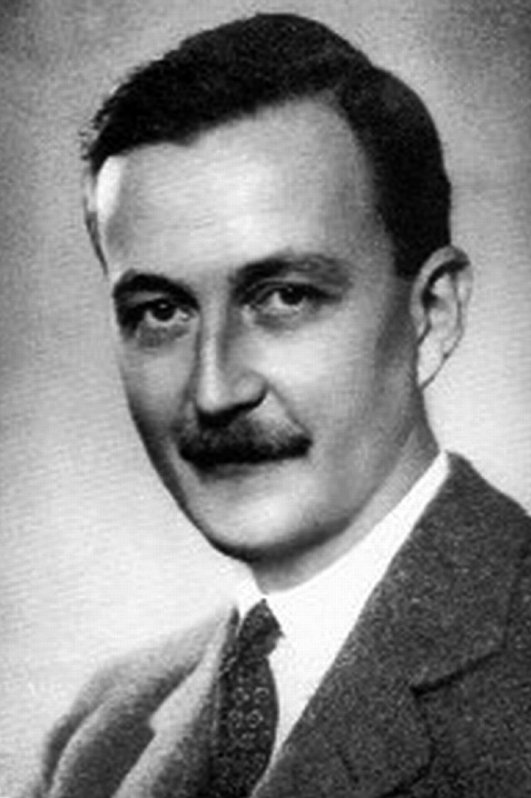
Janos Esterhazy, polític hongarès d'Eslovàquia i màrtir nacional

Després de la Segona Guerra Mundial els alemanys van ser expulsats de Txecoslovàquia i encara que els aliats van rebutjar una expulsió unilateral dels hongaresos van acceptar un intercanvi forçós de població entre Txecoslovàquia i Hongria, el que inicialment va ser rebutjat per Hongria. Aquest intercanvi segons les fonts va ser d'entre 55 i 90 mil hongaresos d'Eslovàquia per entre 60 i 73 eslovacs d'Hongria.
El resultat de la fugida i expulsió d'alemanys de Txecoslovàquia durant la Segona Guerra Mundial va ser una necessitat desesperada de mà d'obra en aquest país, especialment de grangers, a la part de Txecoslovàquia coneguda com a Sudets. Com a resultat el govern txec esport una mica més de 40 mil hongaresos d'Eslovàquia a Sudetenland entre 1945 i 1947. Tanmateix la majoria tornar a Eslovàquia en els següents anys.

#### Reeslovaquització
Entre 1945 i 1948, els hongaresos a Eslovàquia que van poder demostrar que havia estat registrats com a eslovacs el 1930 o bé podien provar per algun mitjà que tenien arrels eslovaques o eslaves van rebre la possibilitat d'obtenir la nacionalitat eslovaca. Aquesta operació va rebre el nom de reeslovaquització. Donat que els hongaresos havien estat privats de diversos drets, segons algunes fonts hi va haver fins a 400.000 que van aplicar per la nacionalitat dels quals 344.609 la van rebre.

### Demografia després de la II Guerra Mundial
Segons el cens de 1950 el nombre d'hongaresos a Eslovàquia va disminuir en 240.000 comparat amb 1930 i el 1961 va tornar a disminuir augmentar en 164.244 fins a 518.776. El baix nombre de 1950 és probablement a causa de la reeslovaquització, mentre que el major nombre de 1961 sembla degut al fet que la reeslovaquització va ser cancel·lada. El nombre d'hongaresos a Eslovàquia va augmentar fins a 567.296 en 1991.

## La situació de la minoria hongaresa avui dia
El 1992 la constitució de l'estat eslovac deriva del concepte de nació estat eslovaca. Tanmateix en el preàmbul de la constitució es citen a les minories ètniques. Així mateix els drets de les diverses minories ètniques són protegides per la Constitució, la Convenció Europea dels Drets Humans i diversos altres documents contraents. Així mateix estan representats al Parlament pel seu propi partit polític SMK, que va formar part del govern de coalició des de 1998 fins a 2006.

## Cultura
- Új Szó, periòdic de llengua hongaresa publicat a Bratislava «Enllaç».
- Madách - antiga editorial hongaresa a Bratislava
- Kalligram - Editorial hongaresa a Bratislava «Enllaç». Arxivat de l'original el 2006-08-08. [Consulta: 8 juliol 2009].

## Educació
Hi ha 585 escoles a Eslovàquia, incloses llars d'infants, que utilitzen l'idioma hongarès prioritàriament. A 194 utilitzen tant l'eslovac com l'hongarès. El 2004, la J. Selye University de Komárno va ser la primera universitat pública fora d'Hongria en la qual l'hongarès era l'idioma prioritari.

## Ciutats amb una proporció d'habitants hongaresa elevada

### Ciutats amb majoria hongaresa
- Veľký Meder (Nagymegyer) - 9,113 habitants dels quals 84,60% són hongaresos
- Kolárovo (Guta) - 10,756 habitants dels quals 82,60% són hongaresos
- Dunajska Streda (Dunaszerdahely) - 23,562 habitants dels quals 79,75% són hongaresos
- Kralovsky Chlmec (Királyhelmec) - 7,966 habitants dels quals 76,94% són hongaresos
- Štúrovo (Párkány) - 11,708 habitants dels quals 68,70% són hongaresos
- Šamorín (Somorja) - 12,339 habitants dels quals 66,63% són hongaresos
- Fiľakovo (Fülek) - 10,198 habitants dels quals 64,40% són hongaresos
- Šahy (Ipolyság) - 7,971 habitants dels quals 62,21% són hongaresos
- Tornaľa (Tornalja) - 8,016 habitants dels quals 62,14% són hongaresos
- Komárno (Komárom) - 37,366 habitants dels quals 60,09% són hongaresos
- Čierna nad Tisou (Tiszacsernyő) - 4,390 habitants dels quals 60% són hongaresos
- Veľká Kapušany (Nagykapos) - 9,536 habitants dels quals 56,98% són hongaresos
- Želiezovce (Zselíz) - 7,522 habitants dels quals 51,24% són hongaresos
- Hurbanova (Ógyalla) - 8,041 habitants dels quals 50,19% són hongaresos

### Ciutats amb una població hongaresa d'entre 25% i 50%
- Moldava nad Bodvou (Szepsi) - 9,525 habitants dels quals 43,6% són hongaresos
- Sládkovičovo (Diószeg) - 6,078 habitants dels quals 38,5% són hongaresos
- Galanta (Galant) - 16,000 habitants dels quals 36,80% són hongaresos
- Rimavská Sobota (Rimaszombat) - 24,520 habitants dels quals 35,26% són hongaresos
- Nové Zámky (Érsekújvár) - 42,300 habitants dels quals 27,52% són hongaresos
- Rožňava (Rozsnyó) - 19,120 habitants dels quals 26,80% són hongaresos

### Ciutats amb una població hongaresa entre 10% i 25%
- Senec (Szenc) - 15,193 habitants dels quals 22% són hongaresos
- Šaľa (Vágsellye) - 24,506 habitants dels quals 17,9% són hongaresos
- Lučenec (Losonc) - 28,221 habitants dels quals 13,11% són hongaresos
- Levice (Leva) - 35,980 habitants dels quals 12,23% són hongaresos

## Famosos hongaresos nascuts a Eslovàquia

### Nascut abans del 1918 en elRegne d'Hongria
- Gyula Andrássy (polític)
- Gyula Andrássy el joven (polític)
- Bálint Balassi (poeta)
- Miklós Bercsényi (polític)
- Mór Jókai (escriptor)
- Imre Madách (poeta)
- Sándor Márai (escriptor)
- Kálmán Mikszáth (escriptor)
- Gyula Reviczky (poeta)
- Mihály Tompa (poeta)
- Lajos Kassák (poeta, pintor, tipògraf, artista gràfic)
- Ernő Dohnányi (compositor, pianista)
- Lajos Batthyány (polític)
- Richard Réti (escaquista)

### Nascuts després de 1918 a Txecoslovàquia
- Balázs Borbély (esportista)
- Imrich Bugár Imre Bugár (esportista)
- Koloman Gögh Kálmán Gögh (esportista)
- Attila Kaszás (actor de teatre, cinema i televisió)
- László Mécs (Družstevná pri Hornáde, Eslovàquia; poeta)
- Szilárd Németh (esportista)
- Alexander Pituk Sándor Pituk (esportista)
- Tamás Priskin (esportista)

### Nascuts a Txecoslovàquia, carrera a Hongria
- Katalin Szvorák
- János Manga

### Polítics hongaresos a Eslovàquia
- Edit Bauer, eurodiputat
- László Nagy
- Comte János Esterházy - polític durant la II Guerra Mundial
- Károly Tóth Líder del Forum institute, que compila dades sobre les minories a Eslovàquia